# Caproni Ca.603
Il Caproni Ca.603 era un monomotore biplano monoposto da addestramento acrobatico sviluppato dall'azienda italiana Caproni Aeronautica Predappio, sussidiaria del gruppo Caproni, nel 1940 e rimasto allo stadio di prototipo.
Progettato dall'ingegnere Raffaele Conflenti derivava dal precedente Ca.602 biposto con il quale condivideva parte della struttura ma, come il suo predecessore, non riuscì ad essere avviato alla produzione in serie.

## Tecnica

Il Caproni Ca.603 a terra di fronte.

Il velivolo era alimentato con un motore aeronautico a 6 cilindri in linea invertito Alfa Romeo 115-1 da 215 CV (160 kW) a 2 250 giri/min, raffreddato ad aria. Esso era abbinato ad un'elica bipala in legno del diametro di 2 m.
Il velivolo era derivato dal biposto da addestramento Ca.602 ma si differenziava da questo per una più ridotta superficie alare e una struttura maggiormente rinforzata, con robusti montanti di interconnessione tra le ali superiori e quelle inferiori.
Il velivolo aveva la fusoliera in tubi di acciaio saldati e rivestita fino all'abitacolo, da pannelli di duralluminio; la parte rimanente della fusoliera era rivestita in tela. Le ali erano di uguale apertura, basate su un bilongherone in legno; il bordo d'entrata e l'estremità delle ali erano rivestiti da compensato, mentre il resto era rivestito in tela. Le ali erano collegate tra loro da montanti tubolari in acciaio carenati e controventati da tiranti; il carrello carenato era fisso, a ruote indipendenti, con il ruotino posteriore orientabile e posto di pilotaggio aperto.
Rispetto al Ca.602 i pieni di coda erano ridisegnati e decisamente più ampi.
Raggiungeva i 280 km/h di velocità massima e 220 km/h di velocità di crociera. Era capace di raggiungere i 4 000 m in 13 minuti con una quota di tangenza massima di 7,2 km.
Il prototipo ricevette la matricola militare MM 430.
In test condotti tra il novembre e il dicembre del 1940 le prestazioni acrobatiche furono giudicate eccellenti, salvo nella figura della vite probabilmente a causa della dimensione eccessiva dei piani di coda. Venne giudicato comunque come il miglior aereo acrobatico esistente; si proposero però delle modifiche riguardanti il cambio del profilo alare con l'avanzamento dell'abitacolo, ed anche eventualmente la modifica dell'impennaggio verticale sia in lunghezza che nel disegno.
L'unico esemplare nel maggio 1942 fu trasferito all'aeroporto di Roma-Centocelle; dopo il 1943 si sono perse le tracce del velivolo.